# Natatolana wowine
Natatolana wowine är en kräftdjursart som beskrevs av Bruce1986. Natatolana wowine ingår i släktet Natatolana och familjen Cirolanidae. Inga underarter finns listade i Catalogue of Life.